# Эйегон V Таргариен
Эйегон V Таргариен (другой вариант написания имени — Эйгон) по прозвищу Невероятный — персонаж вымышленного мира, изображённого в серии книг «Песнь Льда и Огня» Джорджа Мартина, король Вестероса из валирийской династии Таргариенов. Один из главных героев «Повестей о Дунке и Эгге», где является оруженосцем странствующего рыцаря Дункана Высокого.

## Биография
Согласно Мартину, Эйегон принадлежал к королевской династии Таргариенов, которая правила в Вестеросе. Он был четвёртым сыном принца Мейекара, четвёртого сына короля Дейерона II, а потому не рассматривался в качестве наследника престола. Эйегон родился в 200 году от Завоевания Эйегона. В 208 или 209 году он стал оруженосцем странствующего рыцаря Дункана Высокого, который ничего не знал о его происхождении и звал мальчика Эггом. В решающий момент Эгг раскрыл своё инкогнито, чтобы спасти Дункана от принца Эйериона, а позже остался при рыцаре с согласия отца.
В последующие годы старшие родственники Эйегона (дяди и двоюродные братья) погибали один за другим. В 221 году королём стал его отец Мейекар, умерший спустя 12 лет. К тому моменту умерли и двое старших сыновей Мейекара, Дейерон и Эйерион, а третий, Эйемон, стал мейстером. Собравшийся Великий совет отказался возвести на престол слабоумную дочь Дейерона и малолетнего сына Эйериона, предложил Эйемону отказаться от мейстерских клятв, но тот отказался. Тогда королём был провозглашён Эйегон, получивший прозвище Невероятный.
Правление Эйегона продолжалось 26 лет. Король был любим в народе и вёл разумную политику. Он помог Северу во время голода, подавил Четвёртое восстание Блэкфайра, принял ряд законов, ограничивавших права лордов в пользу простонародья, и из-за этого столкнулся с рядом локальных мятежей. В конце жизни Эйегон пытался возродить драконов, но потерпел неудачу. Он погиб при пожаре в Летнем замке в 259 году, во время празднования рождения правнука — Рейегара. Вместе с королём погибли его старший сын Дункан Малый и Дункан Высокий, к тому времени лорд-командующий Королевской гвардией. Престол перешёл ко второму сыну, Джейехерису II.

## В книгах
Эйегон/Эгг впервые появляется в повести Джорджа Мартина «Межевой рыцарь», затем — в повестях «Присяжный рыцарь» и «Таинственный рыцарь». Это первые произведения писателя о Вестеросе, ставшие впоследствии вступлением к основной части «Песни льда и огня», действие которой происходит спустя почти век. Рецензенты отмечают, что Эгг и его господин Дунк представляют собой «комическую альтернативу» героям написанных позже романов Мартина. Эгг избегает обязанностей, связанных с его происхождением, его имя явно комично. Однако на этом фоне происходит смещение к более мрачным тонам; к тому же каждое приключение Дунка и Эгга приближает принца к престолу и предопределяет развитие событий в отдалённом будущем.
Джордж Мартин планирует написать продолжение «Повестей о Дунке и Эгге». Существует мнение, что он создаст роман, который станет не прелюдией к саге, а первой её частью. В этом случае «увлекательные, но малозначимые приключения бродячего рыцаря и его оруженосца» могут набрать «вес и достоинство саги, повествуя о героических подвигах будущего военного лидера и образовании будущего короля».
В романах Мартина упоминается «Песня Дженни», рассказывающая о гибели Эйегона V.

## В сериале
В 2021 году стало известно о начале работы над сериалом по мотивам «Повестей о Дунке и Эгге». Одним из героев шоу должен стать Эгг (будущий Эйегон V). Премьера запланирована на конец 2025 года, Эгга сыграет Декстер Сол Анселл.

## В изобразительном искусстве
Гари Джанни создал цикл иллюстраций к «Повестям о Дунке и Эгге».